# Grafični procesor
Grafična procesna enota (GPE) (GPU - angleško graphics processing unit) je čip posvečen izračunu slike v osebnem računalniku (PC), delovni postaji ali igralni konzoli. Pri obdelavi slike gre za veliko količino razmeroma preprostih računskih operacij. Grafični procesor je temu prilagojen. Njegova zgradba je močno paralelna. To pomeni, da ima nekaterih enot več, ki delujejo hkrati. S tem se močno poveča hitrost izračuna slike.
Ena pomembnejših sestavin grafičnega procesorja so cevovodi (pipeline). Obdela eno slikovno točko (pixel) v enem urnem ciklu. Sodobne grafične kartice jih imajo od 64 do 128.

## Zgodovina

### 1970, 1980, 1990
Arkadne sistemske plošče uporabljajo posebne grafične čipe že od leta 1970. V začetku je bil RAM za osvežitev zaslona zelo drag, zato so grafični čipi to vlogo prevzeli sami in sami izrisovali podatke na zaslon.
Sistem Fujitsu MB14241 je bil uporabljen, z namenom hitrejšega grafičnega izrisa za različne arkadne igre v obdobju med letoma 1970 in 1980, kot na primer Gun Fight (Boj s puško - 1975), Sea Wolf (Morski volk - 1976) in Space Invaders (Vesoljski napadalci - 1978).
Na domačem trgu je Atari 2600 uporabljal televizijski razdelilnik. Atarijevi osem bitni računalniki so imeli alfa numerični sistem (tipkovnico), kar pomeni, da je prikazoval črke in številke, ki jih je uporabnik vnašal.
Leta 1987 je grafika sistema IBM 8514 izšla kot ena izmed prvih grafičnih kartic, ki je bila združljiva za izvajanje fiksnih funkcij, 2D prikazovanja in druge osnovne stvari. Istega leta je podjetje Sharp izdalo grafično kartico X68000, ki je uporabljala grafični čip po meri. Za takratni čas je bila zelo močna grafična kartica za domačo uporabo, saj je bila s 65.536 široko barvno paleto daleč pred konkurenco.
Leta 1991 je podjetje S3 Graphics izdalo grafično kartico pod oznako S3 86C911, ki je dobila ime po avtu Porsche 911, kot implikacija na dvig izvedbe, ki jo je obljubljala. Zaradi te grafične kartice so do leta 1995 vsa večja podjetja, ki so se ukvarjala z grafičnimi čipi, jo imitirala, tako da so dodajale pospeševalnike za 2D izrise, s tem so postavili nove meje v računalniški industriji. 

### 2000 do sedanjosti
Podjetje Nvidia je bilo prvo, ki je izdelalo grafično kartico, ki je imela vgrajen sistem senčenja pikslov. Poimenovana je bila GeForce 3. S tem je lahko vsak piksel bil posebej sprocesiran preko kratkega programa, ki je lahko sprejemal različne teksture kot vhod in vsaka geometrijska končnica je lahko bila sprocesirana s programom preden je bila izrisana na ekran.
Oktobra 2002 je podjetje ATI izdalo grafično kartico Radeon 9700 (znano tudi pod imenom R300). Ta kartica je prva na svetu imela Direct3D 9.0 pospeševalnik, senčenje pikslov in geometrijskih končnic. Hitro je postala tako prilagodljiva kot Centralna Procesna Enota (CPE). Pixel senčenje se pogosto uporablja za izrisovanje slik, ter s tem dodaja teksturo, tako je slika videti bolj sijoča, dolgočasna, groba ali celo okrogla.
Leta 2010 je podjetje Nvidia podpisala partnerstvo z avtomobilsko znamko Audi. V sklopu partnerstva je Nvidia začela izdelovat grafične procesne enote imenovane Tegra za Audijove armaturne plošče. S tem se je drastično izboljšala njihova navigacija in njihov radio sistem.

## Podjetja
Veliko podjetij je izdelovalo grafične kartice pod različnimi imeni. Leta 2009 so bila tri podjetja, ki so kraljevala na vrhu in sicer Intel, Nvidia in ATI z 49.4%, 27.8% in 20.6%. Te številke vsebujejo Intelove integrirane grafične rešitve kot grafične kartice, če te izvzamemo imata podjetji Nvidia in ATI od leta 2008 skoraj marketinški monopol.

## Oblike GPEja

### Integrirana grafika
Integrirane grafične kartice, integrirani grafični procesorji, deljene grafične rešitve uporabljajo del RAM-a od računalnika, ker nimajo svojega tako kot imajo to namensko grafične kartice. Integrirani grafični procesorji so lahko integrirani na sami matični plošči ali pa so integrirani v centralno procesno enoto računalnika. Slednjo obliko integriranosti lahko zasledimo pri Intelovi HD grafiki. Na začetku leta 2007 je 90% računalnikov, ki so se prodali, imelo integrirane grafične procesorje, saj čeprav so slabši kot namesnka grafika veliko cenejši.
V zgodovino je veljalo, da z integrirano grafiko ne moremo igrati 3D iger in uporabljati zahtevnih grafičnih programov. Uporabnik pa je lahko uporabljal manj zahtevne programe, kot so Adobe Flash. Novejše pa so seveda že sposobne prikazovat 3D grafiko, vendar v manjšem obsegu kot pa namenske grafične kartice.
Ker je grafika zelo potrošna glede RAM-a se na takšnih računalnikih ponavadi centralna grafična enota in grafična procesna enota tako rekoč tepeta za RAM.

### Namenska grafika
Namenske grafične kartice imajo ponavadi priključek na matični plošči. En od teh priključkov je PCI, s tem priključkom lahko grafično kartico zamenjamo ali celo nadgradimo za boljšo, dokaj preprosto, seveda pa nam more matična plošča podpirat novo grafično kartico.
Ni nujno, da so namenske grafične kartice odstranljive ali celo standardno priključene na matično ploščo. Beseda namensko ne pomeni, da je grafična kartica odstranljiva, vendar pomeni, da ima grafična kartica namenski RAM že vgrajen v samo kartico, tako da ne rabi uporabljati RAM-a od računalnika. Pri teh karticah je RAM ponavadi še natačno izbran glede na to kakšne obremenitve se pričakuje, da bo izvajal. Namenske grafične kartice pri prenosnih računalnikih so drugačne, kot pa iste grafične kartice za namizne računalnike in ponavadi nezamenljive.
Tehnologije kot na primer SLI od podjetja Nvidia in Crossfire od podjetja AMD dopuščajo, da več grafičnih kartic hkrati prikazuje sliko na en zaslon, kar poveča odzivnost grafičnih kartic.

### Hibridna grafika
Najnovejše grafične kartice tekmujejo z integriranimi grafičnimi karticami pri nizko cenovnih računalnikih. Najpogostejše takšne implementacije so od podjetja ATI (HyperMemory) in podjetja Nvidia (TurboCache).
Hibridno grafične kartice so za malenkost dražje od integriranih in veliko cenejše od namenskih grafičnih kartic. Hibridne grafične kartice uporabljajo RAM od računalnika, tako kot ga uporabljajo integrirane grafične kartice, vendar pa imajo nekaj malega svojega namesnkega RAM-a. Namenski RAM uporabljajo pri velikih obremenitvah računalnika, ko centralna procesna enota uporablja veliko RAM-a v računalniku.

## Prodaja
V letu 2013 je bilo proizvedenih 438 milijonov, v letu 2014 pa 414 milijonov grafičnih procesnih enot.